# 李宪 (北宋)
李宪（1042—1092），字子范，开封祥符（治今河南省开封市）人，北宋宦官、將領。
宋仁宗皇祐年间，补入内黃门，迁任供奉官。宋神宗时，历任永兴军路、太原府走马承受，官至宣州观察、宣政使、入内副都知，迁宣庆使。他和王韶收复河州，攻克珂诺城，为熙河经略安抚司干当公事。击败吐蕃木征，击破十余座城堡，木征率领八十余个酋长投降，因功加昭宣使、嘉州防御使。元丰四年（1081年）六月，北宋乘西夏内乱，征集熙河路、麟延路、环庆路、泾原路二十万大军分五路攻西夏。李宪任熙河经略使，率熙秦军由熙州（今临洮）往北攻夏。八月，李宪以李浩为先锋，至康古城（今榆中境），进取西市新城（今榆中三角城），九月初二日，克兰州。李宪设帅府，置兰州，李浩为知州。次年正月，北宋改熙河路为熙河兰会路。兰州入北宋版图。李宪进景福殿使、武信军留后。但因违犯军令，贻误战机，无功而归。任泾原经略安抚制置使。宋哲宗即位，因他罔上害民，被贬右千牛卫将军，分司南京应天府（商丘）。後居陈州因病而死，绍圣初年赠武泰军节度使，谥号忠敏。

## 延伸阅读
[在维基数据编辑]
 《宋史·卷467》，出自脱脱《宋史》

何冠環：《拓地降敵：北宋中葉內臣名將李憲研究》（重慶出版社，2023）。